# Ma Nischtana

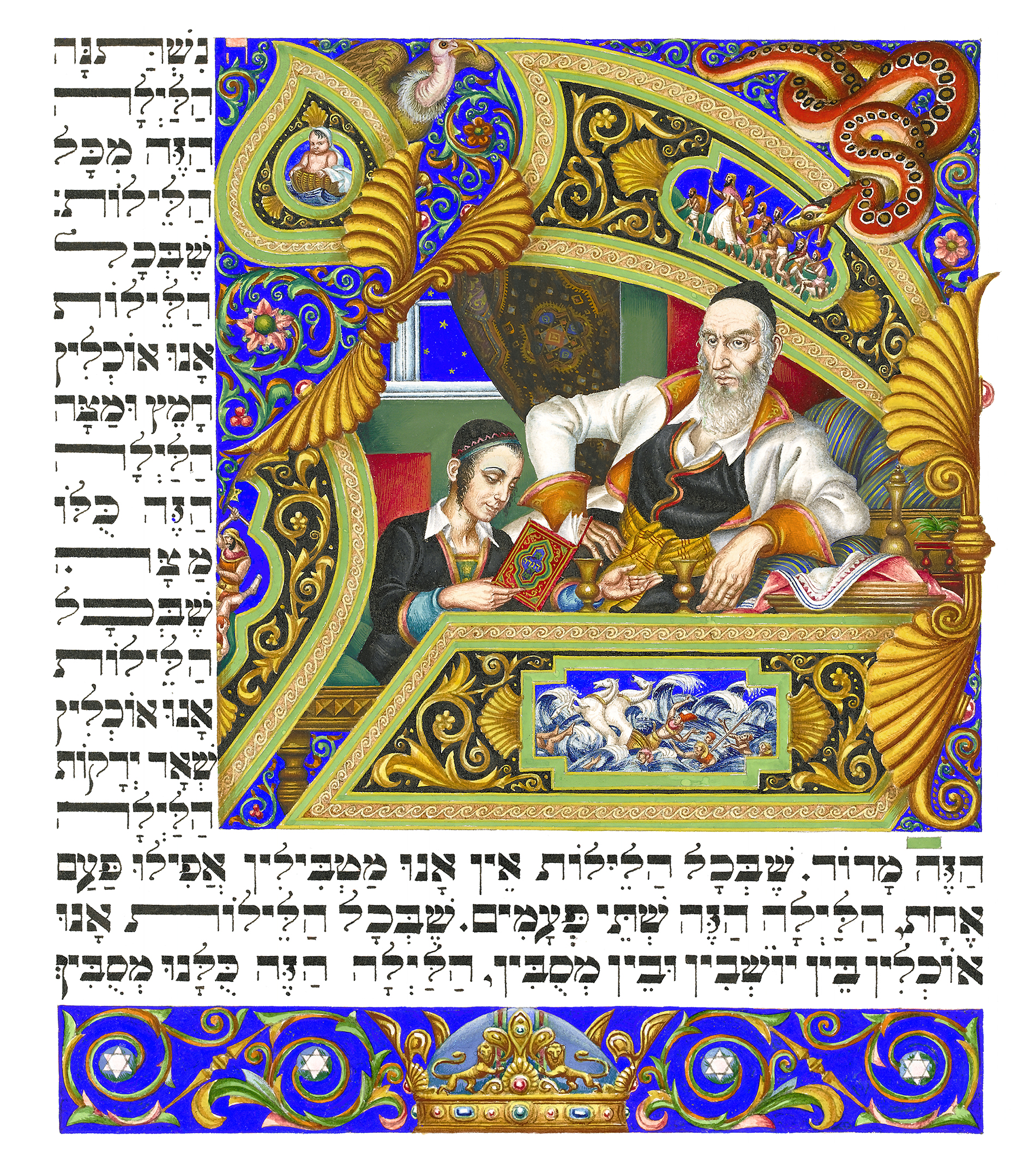
„Ma nischtana...“ Auszug aus der Pessach-Haggada, 1935, Illustration von Arthur Szyk (1894–1951). Die Illustration zeigt den stilisierten Buchstaben מִ. Links oben im Eck befindet sich der Buchstabe ה (was das erste Wort „Ma“ ergibt), links gefolgt vom weiteren hebräischen Text der vier Fragen. In der Mitte sitzt ein älterer, bärtiger Mann, der dem Jungen beim Zitieren der vier Fragen zuhört. Im rechten oberen Eck sitzt eine rote Schlange, bereit zum Angriff. Sie symbolisiert die Gefahr, die von den Nationalsozialisten im Jahre 1935 ausging. Im linken oberen Teil ist ein Geier dargestellt, der den Pharao symbolisiert. Im großen stilisierten Buchstaben מִ befinden sich drei kleine Abbildungen: Moses als Kind im Schilfkörbchen, die fliehenden Israeliten und die berittenen ägyptischen Verfolger, die im Roten Meer untergehen.

Während des festlichen Abendessens (Seder, hebräisch סדר) am Vorabend des jüdischen Pessachfests wird eines der berühmtesten Lieder aus der Haggada (hebräisch הגדה) gesungen. Das jüngste Mitglied am Tisch stellt „die vier Fragen“, die mit den Worten beginnen „Ma nischtana...“ (hebräisch מַה נִּשְׁתַּנָּה, deutsch „Was unterscheidet...“). Der Text ist Teil des Maggid (hebräisch מגיד), der Erzählung vom Exodus, dem Auszug aus Ägypten. Die vier Fragen werden durch das jüngste Mitglied angekündigt. Bei den aschkenasischen Juden zum Beispiel wird gefragt: jiddisch טאטע, איך וועל בא דיר ְפרעגן פיר קשיות (Tate, ich will ba dir fregn fir kashijes) – Papa, ich will dir vier Fragen stellen.
| Deutsch | Transliteration                                                                            | Hebräisch                                                          |
| --- | ------------------------------------------------------------------------------------------ | ------------------------------------------------------------------ |
| Was unterscheidet diese Nacht von allen anderen Nächten?                                                    | Ma nischtana haLajla hase mikol haLejlot?                                                  | מַה נִּשְׁתַּנָּה, הַלַּיְלָה הַזֶּה מִכָּל הַלֵּילוֹת                                     |
| In allen andern Nächten essen wir Gesäuertes und Ungesäuertes — in dieser Nacht nur Ungesäuertes?           | Schebechol haLejlot anu ochlin Chamez uMazah, haLajlah haseh kulo Mazah.                   | שֶׁבְּכָל הַלֵּילוֹת אָנוּ אוֹכְלִין חָמֵץ וּמַצָּה הַלַּיְלָה הַזֶּה, כֻּלּוֹ מַצָּה                 |
| In allen andern Nächten essen wir alle Arten von Kräutern — in dieser Nacht nur Bitterkraut?                | Schebechol haLejlot anu ochlin Sch'ar Jerakoth, haLajlah haseh Maror.                      | שֶׁבְּכָל הַלֵּילוֹת אָנוּ אוֹכְלִין שְׁאָר יְרָקוֹת הַלַּיְלָה הַזֶּה, מָרוֹר                   |
| In allen andern Nächten müssen wir nicht eintunken, auch nicht ein einziges Mal — in dieser Nacht zwei Mal? | Schebechol haLejlot ejn anu matbilin afilu p'am achat, haLajlah haseh schtej F'amim.       | שֶׁבְּכָל הַלֵּילוֹת אֵין אָנוּ מַטְבִּילִין אֲפִילוּ פַּעַם אֶחָת הַלַּיְלָה הַזֶּה, שְׁתֵּי פְעָמִים     |
| In allen andern Nächten essen wir sitzend oder angelehnt — in dieser Nacht alle angelehnt?"                 | Schebechol haLejlot anu ochlin bejn joschwin uwejn mesubin, haLajlah haseh kulanu mesubin. | שֶׁבְּכָל הַלֵּילוֹת אָנוּ אוֹכְלִין בֵּין יוֹשְׁבִין וּבֵין מְסֻבִּין הַלַּיְלָה הַזֶּה, כֻּלָּנוּ מְסֻבִּין |

jiddisch טאטע,איך האב בא דיר געפרעגט פיר קשיות,יעצט גיב מיר אן ענטפער (Tate, ich hob ba dir gefregt fir kashijes, jetzt gib mir an entfer) – Papa, ich habe dir vier Fragen gestellt, jetzt gib mir eine Antwort.

## Melodie
Der russische Komponist Ephraim Avilea, der in das Mandatsgebiet Palästina auswanderte, schrieb 1936 ein Oratorium mit dem Titel Hag HaHerut (hebräisch חַג הַחרות „Festtag der Freiheit“), eine der drei weiteren Bezeichnungen für Pessach, neben Hag HaMatzot (hebräisch חַג הַמצות), dem Fest des ungesäuerten Brotes, und Hag HaAviv (hebräisch חַג הַאביב), dem Frühlingsfest. Seine Komposition wurde schnell angenommen und wird seitdem als die traditionelle Melodie des Ma nishtana angesehen.

## Hintergrund
Am Pessachfest gedenken Juden des Exodus, des Auszugs aus Ägypten. Die Weitergabe der Geschichte des Exodus von den Eltern an das Kind ist dabei essentiell. Der beste Weg, die Aufmerksamkeit von Kindern zu erregen, bestehe darin, ihre natürliche Neugier zu wecken. Der Seder soll daher mit den Fragen provozieren und dabei helfen, den Übergang von der Sklaverei zur Freiheit zu feiern und gleichzeitig zu erklären. Kleine Kinder können die historischen Fakten und intellektuellen Probleme, die am Passahfest erforscht werden, nicht vollständig verstehen. Indem ihnen aber das Stellen der Fragen übertragen wird, sollen sie einbezogen werden, um die Verantwortlichkeiten der Freiheit persönlich zu erleben, denn Sklaven durften keine Fragen stellen.
Ein Sklave darf keinen unabhängigen Willen, keine eigene Meinung haben und darf Autoritäten nicht in Frage stellen oder gar seine eigenen Gedanken äußern. Erst in Freiheit wurde der jüdischen Nation die Möglichkeit gegeben, sowohl zu fragen als auch Dinge in Frage zu stellen. Ein Sinn des Passahfestes besteht deshalb darin, von seinen inneren Zwängen befreit zu werden. Nur durch die Erforschung des Judentums, durch Nachfragen und dem Suchen nach mehr, könne man ein höheres spirituelles Niveau erreichen. Das Stellen der vier Fragen symbolisiert diese Suche nach dem Sinn.
Der Brauch, die vier Fragen zu stellen, stammt aus der Zeit der Mischna (hebräisch מִשְׁנָה, „Wiederholung“), der ersten größeren Niederschrift der mündlichen Tora, hat jedoch einen Bezug zu früheren Zeiten. In der Zeit des Zweiten Tempels (ab dem 6. Jahrhundert v. Chr.) war es üblich, zu einem relativ späten Zeitpunkt des Seders die vier Fragen zu stellen. Nachdem die Kinder zu später Stunde schon schliefen, wurde beschlossen, die Fragen früher am Abend stellen zu lassen.
Die Fragen spiegeln die Hauptthemen von Pessach wider, nämlich die übereilte Flucht aus Ägypten, die Bitterkeit des hebräischen Lebens in Ägypten vor dem Exodus und das Pessachopfer, das nur geröstet verzehrt werden darf.
Die dritte Frage, die seit der Zerstörung des Zweiten Tempels obsolet geworden ist, wurde durch eine andere ersetzt: Ursprünglich hieß die Frage: „Warum essen wir im Liegen?“. Dies bezog sich auf den römischen Brauch, bei Banketten im Liegen zu essen, was ein Zeichen des freien Menschen war.
Diese Formulierung erscheint nicht im Talmud, sondern im Siddur von Saadia Gaon und der Mischne Tora von Moses Maimonides.
Während der Periode der Geonim hat sich die Reihenfolge der Fragen gegenüber der Version im babylonischen Talmud geändert. Die erste Frage bezieht sich auf das zweifache Eintunken, die zweite auf die Matza und die dritte Frage auf die angelehnte Position. Diese Sequenz wurde von den östlichen und sephardischen Juden übernommen; die Aschkenasim haben die talmudische Version bewahrt. In den sephardischen und orientalischen Gemeinschaften stellt das Kind die Fragen in der jeweiligen Volkssprache (Arabisch, Persisch). In jemenitischen Gemeinden wird das Kind, das die Fragen stellt, mit einer Süßigkeit belohnt.
Wie Salcia Landmann in ihrem Schrifttum über den jüdischen Witz überliefert, soll es früher üblich gewesen sein, ein Paar, das nach langem Zusammenleben nun endlich doch geheiratet hat, zur Hochzeitsnacht scherzhaft mit den Worten „Ma nischtana“ zu beglückwünschen.